# アイリーン・ディアス
アイリーン・ディアス（Irene Diaz）
は、ロサンゼルスを拠点に活動するラティーノ系女性シンガーソングライター。
トーチソング（報われない愛や失恋等を嘆く感傷的なラブソング）のシンガーソングライターとして注目を集めている。

## 来歴
2011年末頃からロサンゼルス地域で音楽活動を開始する。
2012年11月8日より1ヶ月間、Kickstarterを通じてクラウドファンディングにより資金調達し、
ファーストEPとなるI Love You Madly を2013年7月31日にリリースした。
2013年末、NPRの音楽番組Alt.Latinoは、
「今年当番組が発掘したラテン・オールタナティヴ音楽界の新たな素晴らしい歌手」とアイリーン・ディアスを紹介し、同番組の2013年のお気に入りアーティストの1人に選んだ。
2015年5月の第8回パチャンガ・ラティーノ・ミュージック・フェスティバルに出演し、ステージ演奏を行った。
そのステージ演奏終了後、Alt.Latinoは、彼女の音楽を「ソフトな音楽だが静かな嵐のように秘めた力強さのある音楽」と評した。

## ディスコグラフィー

### シングルおよびEP盤
- I Love You Madly (2013)[2]
- This Cannot Be (2016)